# تاريخ اليهود في كندا

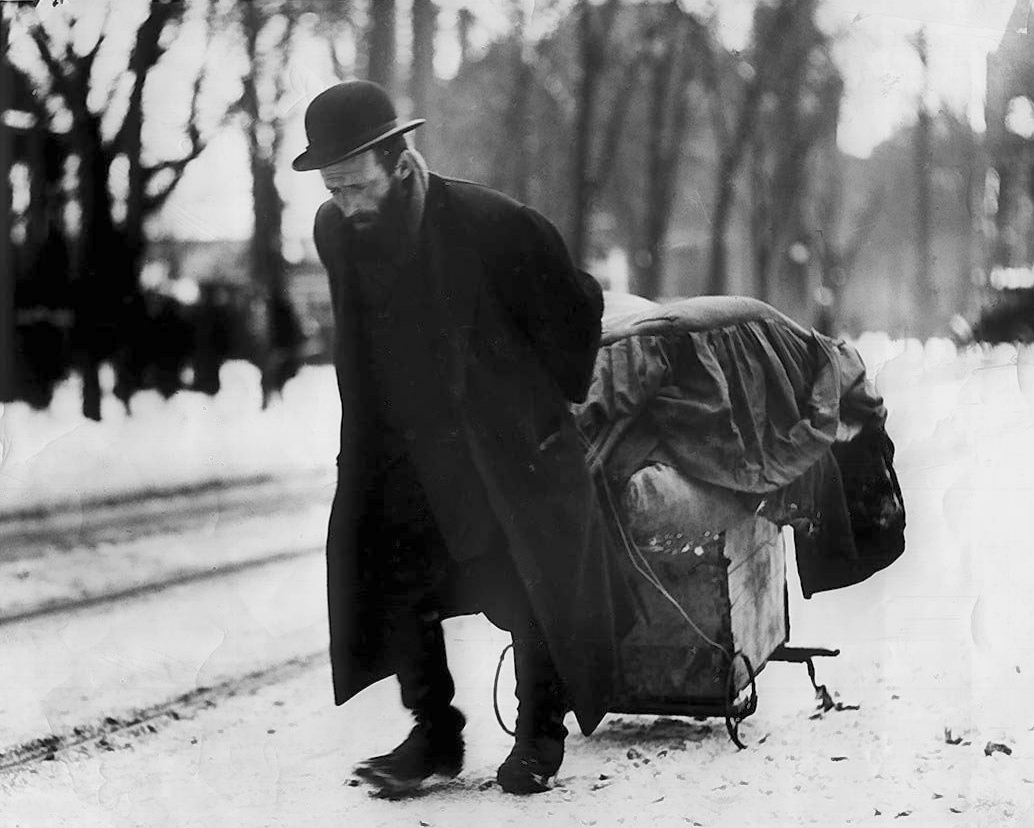

يتناول تاريخ اليهود في كندا المواطنين الكنديين الذين يتّبعون اليهودية كدين لهم و/أو ينتمون إثنيًا إلى اليهودية. يشكل اليهود الكنديون جزءًا من شتات يهودي أكبر، ورابع أكبر جماعة يهودية في العالم، إذ تتخطاها فقط التجمعات الموجودة في الولايات المتحدة الأمريكية وإسرائيل وفرنسا. بحسب إحصائية أُجريت عام 2011، أحصت كندا 329,500 معتنقًا للدين اليهودي في كندا و309,650 ممن ادعوا أن اليهودية إثنية بالنسبة لهم. لا تشتمل بالضرورة إحداهما على الأخرى، وتوصلت الدراسات التي مزجت بين الإتجاهين إلى أرقام تتجاوز 375 ألف يهودي في كندا. شكّل إجمالي هذه الأرقام نحو 1,1% من السكان الكنديين.
تتألف الجماعة اليهودية في كندا بمعظمها من يهود أشكيناز مع نسلهم. ثمة أيضًا تقسيمات إثنية يهودية أخرى ممثَّلة تشمل اليهود السيفارديين واليهود المزراحيين وأبناء إسرائيل. يشكّل عدد ممن تحولوا إلى اليهودية الجماعة اليهودية الكندية، التي تُحيي عددًا من التقاليد الثقافية اليهودية وتشتمل على الحركات الدينية اليهودية. بالرغم من كونهم أقليةً صغيرة، امتلك اليهود حضورًا علنيًا في البلاد منذ وصول المهاجرين اليهود الأوائل مع الحاكم إدوارد كورنواليس لبناء هاليفاكس، نوفا سكوشا.

## التاريخ المبكر (1759-1850)
قبل الغزو البريطاني لفرنسا الجديدة، كان هناك يهود في مقاطعة نوفا سكوشا. لم يكن ثمة وجود رسمي ليهود في كيبك نظرًا إلى أن ملك فرنسا لويس الرابع عشر أقرّ مرسومًا يسمح للروم الكاثوليك فقط بدخول المستعمرة حين جعل كندا رسميًا مقاطعةً تابعة لمملكة فرنسا في عام 1663. كانت إسثير براندياو إحدى الاستثناءات، فتاة يهودية وصلت عام 1738 متنكرةً بزي صبي وبقيَت لعام قبل أن تُعاد إلى فرنسا بعد رفضها اعتناق المسيحية. تُمثِّل سجلات الجيش البريطاني من الحرب الهندية الفرنسية، الجزء الأمريكي الشمالي من حرب السبع سنوات، التوثيق اللاحق الأقدم لليهود في كندا. في عام 1760، شن اللواء جيفري أمهيرست، البارون أمهيرست الأول، هجومًا على مونريال، مانحًا كندا للبريطانيين. كان العديد من الجنود في أفواجه يهودًا، وكان من بين ضباطه خمسة يهوديين: سامويل جيكوبس وإيمانويل دي كوردوفا وآرون هارت وهانانيل غارسيا وإسحق ميرامير.
كان شركاء العمل سامويل جاكوبس وآرون هارت العضوين الأبرز من هؤلاء الخمسة. في عام 1759، بصفته مفوضًا للجيش البريطاني في أركان الجنرال السير فريدريك هالديماند، سُجّل جيكوبس كأول مقيم يهودي في كيبك، وبذلك كان اليهودي الكندي الأول. منذ عام 1749، كان جيكوبس يسدّ نقص ضباط الجيش البريطاني في هاليفاكس، نوفا سكوشا. في عام 1758، كان في حصن كومبرلاند وفي العام التالي كان مع جيش وولف في كيبك. ببقائه في كندا، أصبح في وقت لاحق التاجر الأقوى في وادي ريتشيليو وإقطاعي سان ديني سور ريتشيليو. إلا أنه مع زواجه بفتاة فرنسية كندية وتربيته لأولاده على أنهم كاثوليك، جرى تجاهله عادةً بصفته المستوطن اليهودي الدائم الأول في كندا لمصلحة آرون هانت، الذي تزوج بيهودية وربّى أولاده، أو على الأقل أبناءه، على التقاليد اليهودية.
وصل الملازم هارت للمرة الأولى إلى كندا من نيويورك كمفوض لقوات جيفري أمهيرست في مونتريال عام 1760. بعد نهاية خدمته في الجيش، استقر في تروا ريفيير. وأصبح في النهاية مالك أراض ثري جدًا وعضوًا محترمًا في الجماعة. كان لديه أربعة أولاد هم موسى وبينيامين وإيزيكيل وأليكساندر، برزوا جميعًا في ما بعد في مونتريال وساهموا في بناء الجماعة اليهودية. انتُخب أحد أبنائه، إيزيكيل، للمجلس التشريعي في كندا الدنيا في الانتخابات الفرعية في 11 أبريل 1807، ليصبح أول يهودي في معارضة برلمانية في الإمبراطورية البريطانية. كان دِين إيزيكيل عاملًا رئيسيًا في طرده من المجلس التشريعي. حاول السير جيمس هنري غرايغ، الجنرال الحاكم لكندا الدنيا، حماية هارت، إلا أن المجلس التشريعي طرده في عامي 1808 و1809. نظر الكنديون الفرنسيون لاحقًا إلى هذه كمحاولة من البريطانيين لتقويض دوره في كندا. أُعيد انتخاب إيزيكيل للمجلس التشريعي، غير أنه لم يكن يُسمح لليهود تولّي منصب منتخَب في كندا حتى انقضاء جيل.
كان معظم الكنديين اليهود الأوائل تجار فراء أو كانوا يخدمون في قوات الجيش البريطاني. كانت قلة منهم تجارًا أو ملاك أراض. على الرغم من أن جماعة مونتريال اليهودية كانت صغيرةً، إذ بلغ عددها نحو 200 عضو فقط، بنَوا في عام 1768 الكنيس الإسباني والبرتغالي في مونتريال، شريعة إسرائيل، الكنيس الأقدم في كندا. بقي هذا الكنيس الوحيد في مونتريال حتى عام 1846. تُحدِّد بعض المصادر تاريخ التأسيس الفعلي للكنيس في عام 1777 في شارع نوتردام.
بدأت ثورات واحتجاجات بعد فترة قصيرة بالمطالبة بحكومة مسؤولة في كندا. عُدّل القانون الذي يتطلب القسم بـ«بإيماني كمسيحي» في عام 1829 إذ بات ينص على عدم أداء اليهود للقسم. في عام 1831، رعى السياسي الكندي الفرنسي البارز لويس جوزيف بابينيو قانونًا منَح اليهود حقوقًا سياسية متساوية تامة، قبل 27 عامًا من حدوث ذلك في أي مكان من الإمبراطورية البريطانية. في عام 1832، جزئيًا بسبب عمل إيزيكيل هارت، مُرّر قانون ضمِن لليهود الحقوق والحريات السياسية ذاتها التي لدى المسيحيين. في مطلع ثلاثينيات القرن التاسع عشر، أسَّس اليهودي الألماني سامويل ليبشيتز قرية جوسبيرغ (دُمجت الآن بصفتها تجمع جيرمان ميلز في كيتشنر، أونتاريو) في كندا العليا. بحلول عام 1850، كان هناك 450 يهودي فقط يعيشون في كندا، تجمَّع معظمهم في مونتريال.
استقر أبراهام جيكوب فرانكس في كيبيك سيتي في عام 1767. عاش ابنه، ديفيد سالسبي (أو ساليسبري) فرانكس الذي أصبح لاحقًا رئيس الجماعة اليهودية في مونتريال، أيضًا في كيبك قبل عام 1774. استقر أبراهام جوزيف، الذي كان لمدة طويلة شخصيةً بارزة في الشؤون العامة في كيبك سيتي، هناك بعد فترة قصيرة من وفاة والده. بقي التعداد السكاني اليهودي لمدينة كيبك سيتي صغيرًا لأعوام عديدة، وكانت الجهود الباكرة في التنظيم متقطعةً ولم تدُم طويلًا. حصل اليهود على مقبرة في عام 1853، وافتُتح في العام نفسه مكان للعبادة في قاعة أُقيمت فيها الصلوات بصورة متقطعة، إلا أن التعداد السكاني لليهود لم يزدد بما فيه الكفاية قبل عام 1892 للسماح بتأسيس دائم للكنيس القائم، بيث إسرائيل. مُنح التجمع حق الاحتفاظ بسجلّ في عام 1897. كانت المؤسسات المجتمعية الأخرى جمعية كيبك العبرية لإعانة المرضى وجمعية كيبك العبرية لمساعدة المهاجرين ومجتمع كيبك الصهيوني. بحلول عام 1905، كانت تعداد السكان اليهود يُقدّر ب350 فردًا، من تعداد سكاني إجمالي يبلغ 68,834.

## تنامي الجماعة اليهودية الكندية
مع بداية البوغروم في روسيا في ثمانينيات القرن التاسع عشر، والذي استمر مع تعاظم معاداة السامية مطلع القرن العشرين، بدأ ملايين اليهود بالفرار إلى الغرب من نطاق الاستيطان ومناطق أخرى من أوروبا الشرقية. على الرغم من استقبال الولايات المتحدة الغالبية العظمى من هؤلاء المهاجرين، كانت كندا أيضًا وجهة اختيار نظرًا إلى جهود حكومة كندا وسكك حديد المحيط الهادئ الكندية لتطوير كندا بعد الاتحاد. بين عامي 1880 و1930، نما التعداد السكاني اليهودي في كندا إلى ما يفوق 155 ألف. في ذلك الوقت، بحسب تعداد عام 1901 لمونتريال، كان عدد السكان اليهود يُقدّر بـ6861 فحسب.